# Društvo hrvatskih filmskih redatelja
Društvo hrvatskih filmskih redatelja skraćeno DHFR, strukovna je udruga hrvatskih filmskih redatelja sa sjedištem u Zagrebu. 
Osnovali su je 1995. hrvatski filmski autori, članovi bivšeg Društva filmskih radnika Hrvatske, osnovanog 7. svibnja 1950. godine.  
Sadašnji predsjednik društva je Antonio Nuić, a dosadašnji predsjednici bili su: Branko Ivanda, Tomislav Radić, Vinko Brešan, Hrvoje Hribar, Dalibor Matanić, Neven Hitrec, Arsen Anton Ostojić, Irena Škorić, Danilo Šerbedžija. Ciljevi društva su briga i promocija domaće audiovizualne industrije te zaštita autorskih i drugih prava hrvatskih filmskih autora. Društvo ima 95 redovitih članova svih naraštaja.
DHFR je član FERA, europske federacije audiovizualnih redatelja.

## Vanjske poveznice
- Službene stranice  Arhivirana inačica izvorne stranice od 13. prosinca 2009. (Wayback Machine)